# Kloster Niedermünster (Elsass)

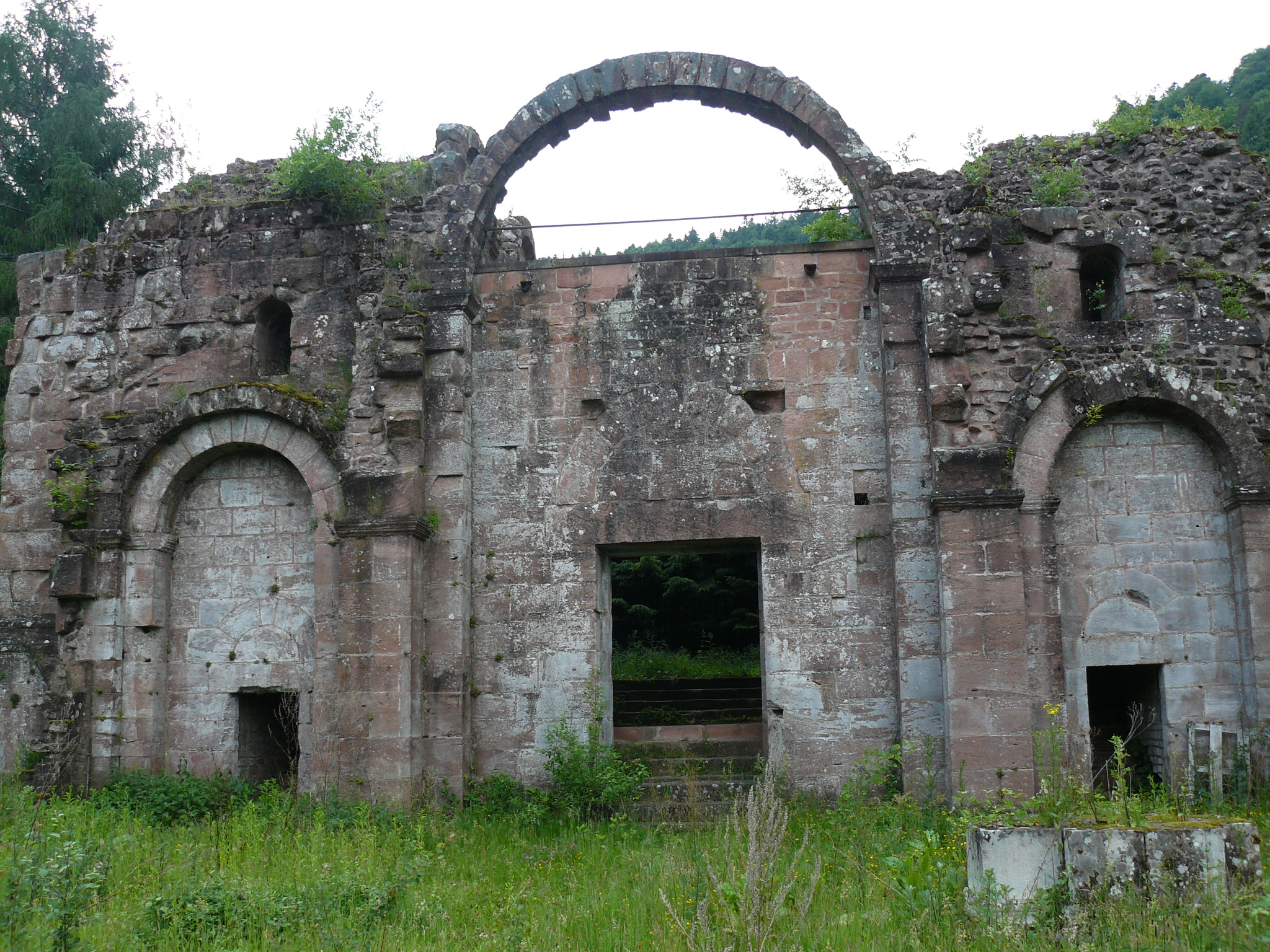
Überreste der Fassade der Klosterkirche

Niedermünster (frz.: Niedermunster) ist ein ehemaliges Benediktinerinnenkloster und heute eine historische Stätte am oberen Ende eines abgeschiedenen Vogesentales nahe der französischen Gemeinde Saint-Nabor im Département Bas-Rhin (Elsass).

## Geschichte
Das Kloster ging zurück auf ein Krankenhospiz, das die heilige Odilia in den Jahren zwischen 700 und 710 am Fuß des Odilienbergs gegründet hatte. Einige Jahre später wurde dieses Hospiz unter der Leitung der heiligen Gundelinde, einer Nichte von Odilia, zum Kloster ausgebaut. Es war von der Gründung bis ins Jahr 1017 von der Schwesterabtei Hohenburg (Odilienberg) abhängig. Im Jahr 1017 wurde die Unabhängigkeit durch die freie Wahl der Äbtissin und eines Vogtes garantiert. Die Bedeutung der Abtei sank im 14. Jahrhundert. Als die Kirche sowie das Abteigebäude 1542 niederbrannten, wurden sie nicht mehr aufgebaut.
Eine der Äbtissinnen war Margareta Senn von Münsingen (gestorben 1379).

## Gründungslegende

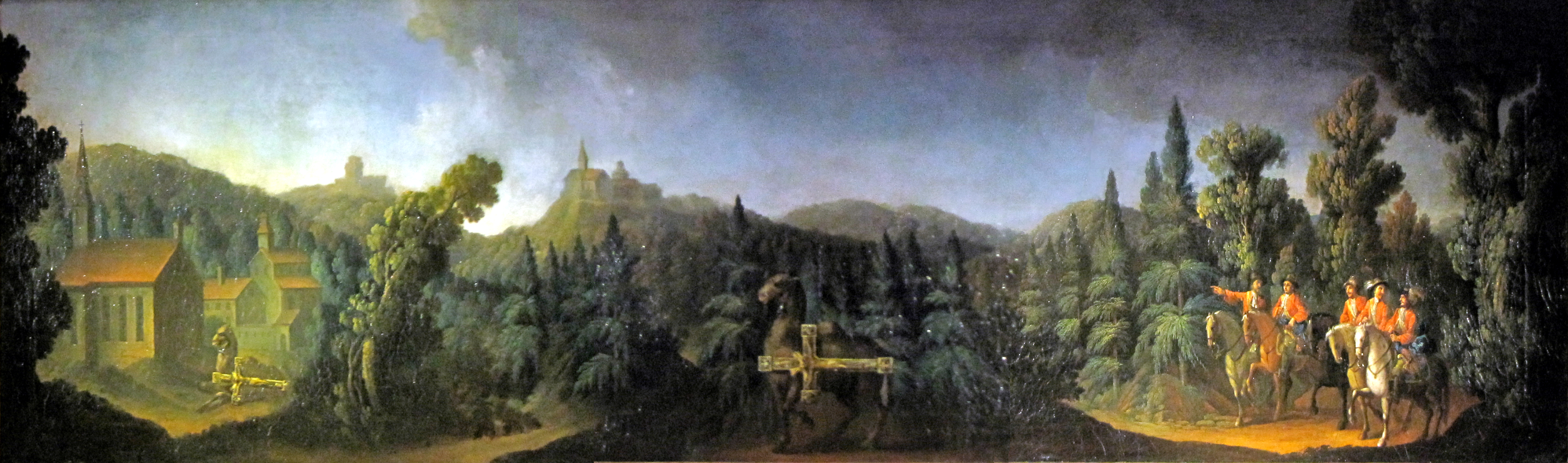
Barocke Darstellung der Gründungslegende in der Jesuitenkirche Molsheim

Niedermünster war im Besitz eines kostbaren Kreuzreliquiars, das nach dem Brand 1542 in die Jesuitenkirche Molsheim kam und dort bis zur Revolution aufbewahrt wurde. Laut der Gründungslegende des Klosters hatte Hugo von Tours die Reliquie von Karl dem Großen geschenkt bekommen, der sie seinerseits vom Patriarchen von Jerusalem erhalten hatte. Hugo ließ für die Reliquie das kostbare kreuzförmige Reliquiar anfertigen, und um einen würdigen Ort dafür zu finden, lud er es einem Kamel auf. Als dieses am Fuß des Odilienberges Halt machte, sah er darin das Zeichen zur Gründung des Klosters. Das Kamel mit dem Kreuz wurde zum Wappensymbol Niedermünsters.

## Beschreibung
Heute haben sich nur noch die Ruinen der Klosterkirche erhalten, die jedoch noch eine gute Vorstellung der einst bedeutenden Anlage geben. Die Kirche wurde zwischen 1160 und 1180 erbaut. Sie war eine dreischiffige kreuzgratgewölbte Basilika mit Querhaus und rechteckigem Chor mit Krypta. Den Westabschluss bildete eine durch Lisenen und Rundbogenfriese gegliederte Doppelturmfassade mit Vorhalle und Empore. Das Langhaus war im gebundenen System ausgeführt (pro Hauptschiffsjoch zwei Seitenschiffsjoche), entsprechend wechselten sich Kreuzpfeiler mit Säulen ab. Stilistisch und qualitativ besteht eine enge Verwandtschaft zur nahegelegenen Kirche in Rosheim. Einige Architekturteile wurden zwischen 1835 und 1843 in die Ruine der Niederungsburg Altkeller in Ottrott (heute im Park des Foyer de Charité) eingesetzt.

## Kapelle Saint-Nicolas
Wenige hundert Meter talabwärts findet sich die im 19. Jahrhundert wiederaufgebaute romanische Kapelle Saint-Nicolas mit flachgedecktem Saal und Chorturm.